# NGC 1492
NGC 1492 è una galassia a spirale situata nella costellazione dell'Eridano, a una distanza di circa 214 milioni di anni luce dalla nostra Via Lattea.

## Scoperta
La galassia è stata scoperta il 28 novembre 1837 dall'astronomo britannico John Herschel.

## Descrizione
NGC 1492 ha una classe di luminosità I e presenta una larga riga a 21 cm dell'idrogeno neutro.